# Nou Partit Socialdemòcrata
El Nou Partit Socialdemòcrata (macedònic Нова социјалдемократска Партија, Nova socijaldemokratska partija, NSDP) és un partit polític de Macedònia del Nord de centreesquerra i socialdemòcrata. Va sorgir el 2005 com a escissió de la Unió Socialdemòcrata de Macedònia i el seu fundador i cap fou Tito Petkovski. A les eleccions legislatives macedònies de 2006 va obtenir 56.624 vots (6,4%) i 7 escons. El 2007 patí la defecció de Jagnula Kunovska, qui deixà el partit per a unir-se al VMRO-DPMNE. A les eleccions legislatives macedònies de 2008 formà coalició amb la Unió Socialdemòcrata de Macedònia.